# SNS (нейтронный источник)
Spallation Neutron Source — самый интенсивный в мире импульсный ускорительный источник нейтронов в Ок-Риджской национальной лаборатории, США.

## Ускорительный комплекс
Поток нейтронов возникает в результате реакции скалывания при сбросе пучка протонов высокой энергии на мишень из материала с тяжёлым ядром: протон выбивает из ядра отдельные нуклоны, оставляя ядро в нестабильном и возбуждённом состоянии. Ядро излучает протоны, нейтроны, альфа-частицы с характерными «ядерными энергиями» ~ 2 МэВ, за пределы мишени выходят лишь не имеющие электрического заряда нейтроны. Высокоэнергетичные нуклоны, выбитые первичным протоном, продолжают каскадную реакцию скалывания с пониженной энергией. Чтобы спасти установку от перегрева из-за большого тепловыделения, через неё с большой скоростью прогоняют ртуть. Каждую секунду через мишень проходит около трёхсот килограммов металла, который затем охлаждается и возвращается в цикл. Эта же ртуть служит основным материалом мишени. Когда протон врезается в ядро ртути, оно разваливается и осколки испаряют нейтроны.

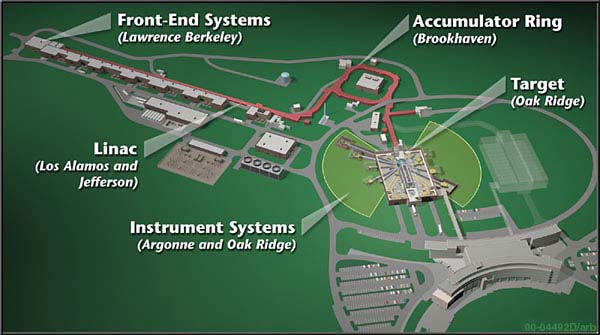
Схема ускорительного комплекса SNS

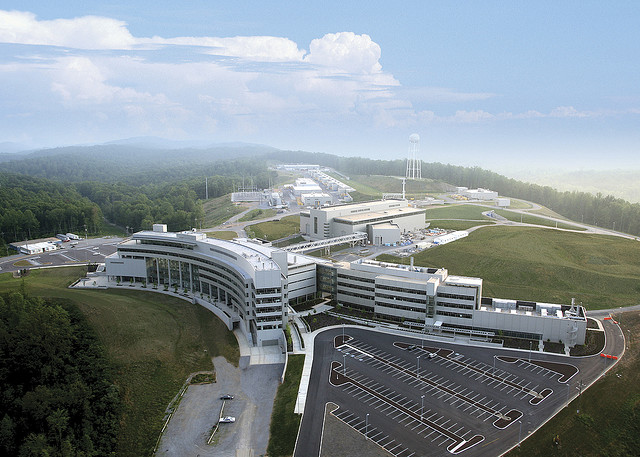
Вид с высоты на площадку SNS

Ускорительный комплекс состоит из инжектора, линейного ускорителя, накопительного кольца, и мишенного узла. Пучок отрицательных ионов водорода H− производится в объёмном плазменном ионном источнике, в виде цуга сгустков, которые ускоряются в линейном ускорителе RFQ до энергии 2,5 МэВ и направляются в основной сверхпроводящий линак с энергией на выходе 1 ГэВ.

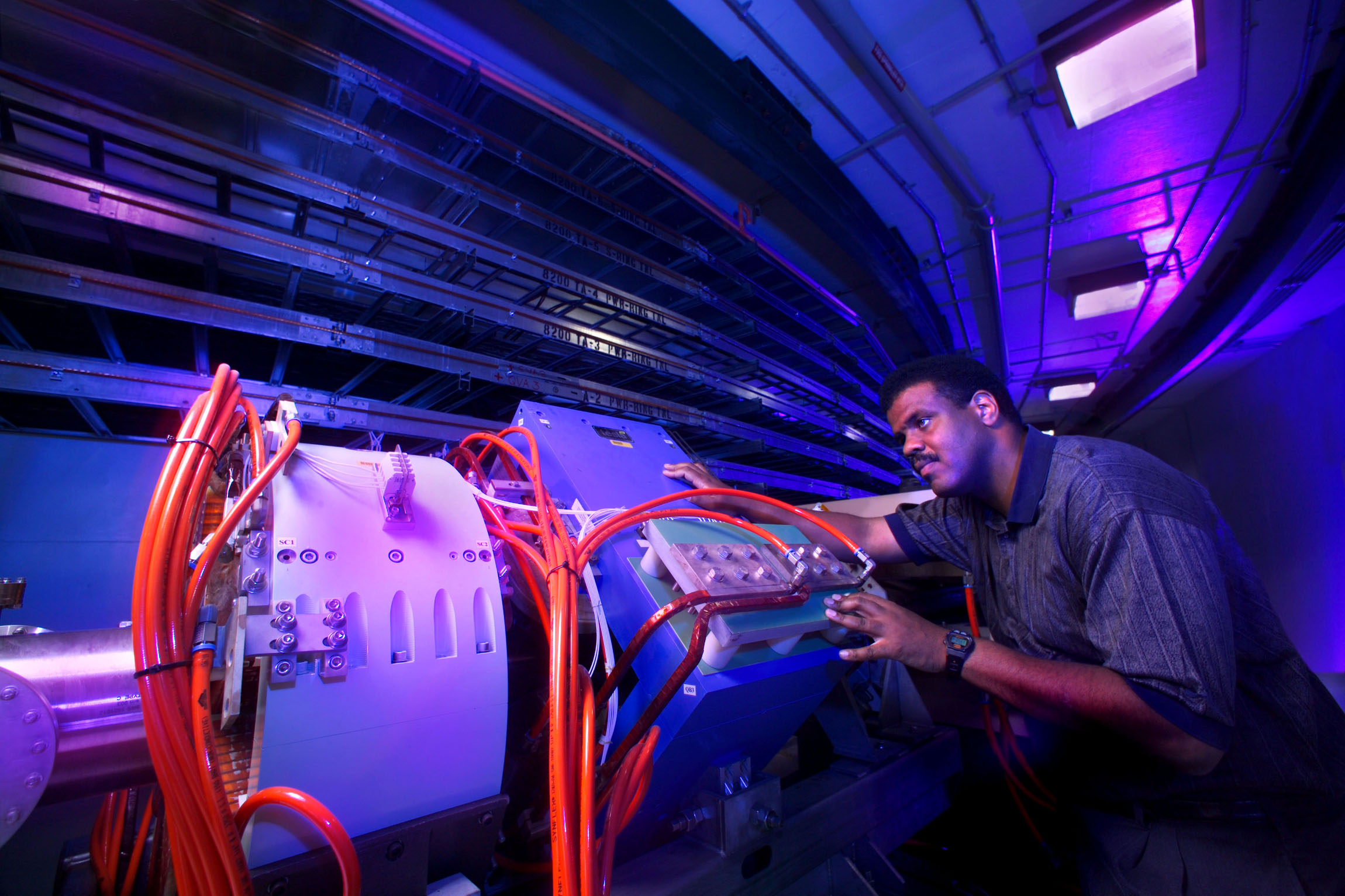
Магнитные элементы кольца AR

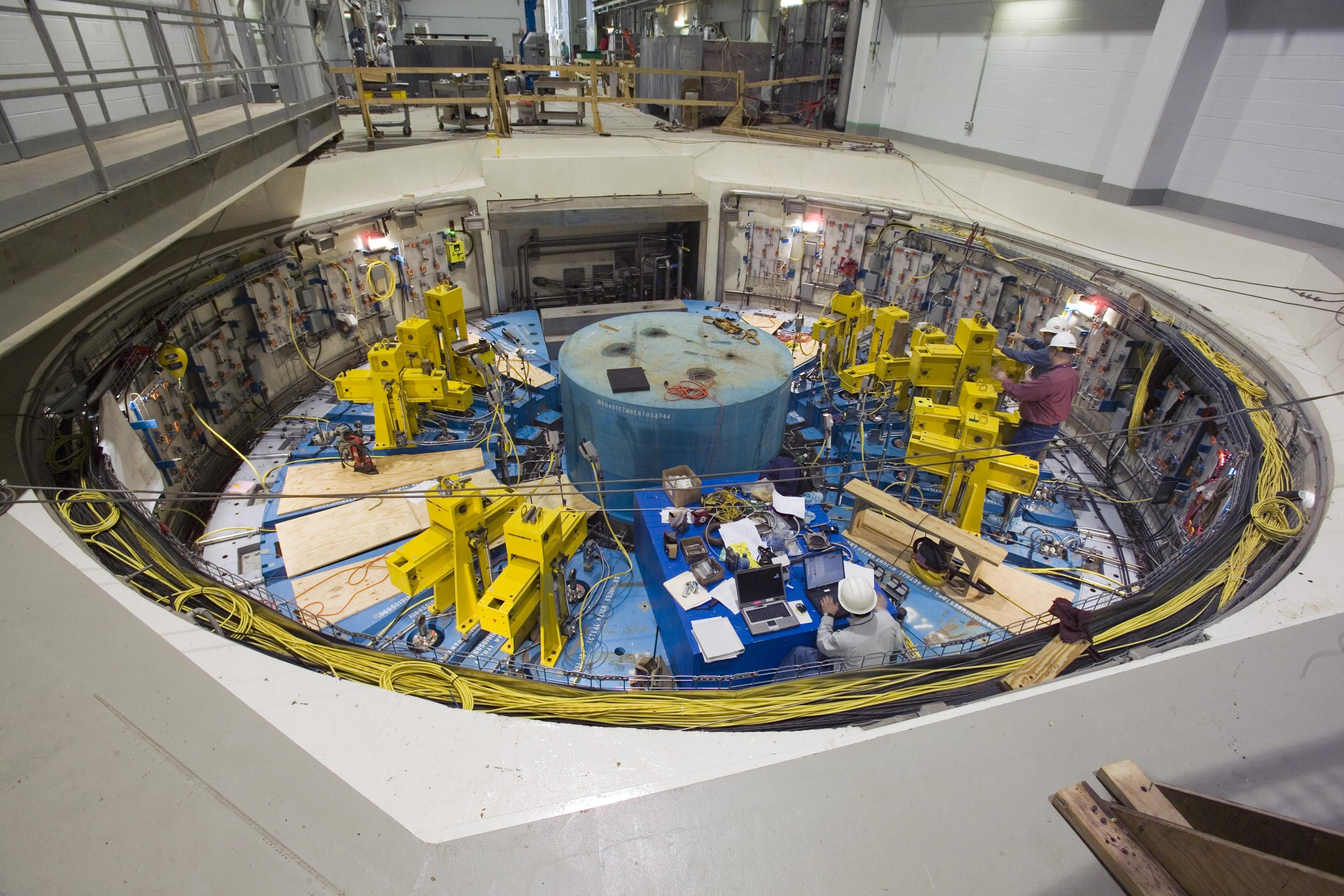
Сборка мишенного узла

Далее пучок инжектируется в накопительное кольцо (англ. Accumulation Ring [AR]), где происходит накопление интенсивного пучка протонов, благодаря перезарядной инжекции: с ионов обдираются электроны. При номинальном режиме работы с мощностью 2 МВт в пучке, в течение 1060 оборотов накапливается 2×1014 протонов в сгустке длительностью 0,7 мкс. Накопленный пучок сбрасывается на ртутную мишень для генерации нейтронов в большом экспериментальном зале. Весь комплекс работает с частотой повторения 60 Гц.

## Экспериментальные станции
На комплексе работает 20 экспериментальных станций для проведения экспериментов по материаловедению, биологии, фундаментальной физике.

## История
Комплекс создавался силами шести национальных лабораторий США: Ок-Ридж, Аргонн, Брукхейвен, Беркли, Лос-Аламос, Джефферсон. Разработка комплекса была одобрена конгрессом США в 1995 году, сооружение ускорителей обошлось в $1,4 млрд и было завершено в 2006 году, на первых пользователей источник начал работать с 2007 года. За 2017 год более 1400 исследователей использовало установку для экспериментов.